# Villers-sur-Bar

Villers-sur-Bar este o comună în departamentul Ardennes din nordul Franței. În 1 ianuarie 2022 avea o populație de 240 de locuitori.